# Round Hill, Heard Island
Round Hill är en kulle på ön Heard Island i Heard- och McDonaldöarna (Australien).  Toppen på Round Hill är 382 meter över havet.